# Перниця
Перниця (словен. Pernica) — поселення в общині Песниця, Подравський регіон‎, Словенія.